# Miss Grand Paraguay 2023
Miss Grand Paraguay 2023 fue la 6.ª edición de Miss Grand Paraguay. Se llevó a cabo el 2 de abril de 2023 en el Centro de Eventos del Paseo La Galería en Asunción. 23 candidatas de diversos departamentos y ciudades compitieron por el título. Al final del evento, Agatha León, Miss Grand Paraguay 2022 de Ciudad del Este, coronó a Maelia Salcines de la Comunidad de paraguayos en Estados Unidos, como su sucesora.
Salcines representó a Paraguay en Miss Grand Internacional 2023 en Vietnam el 25 de octubre. Por otro lado, Sharon Capó de Amambay fue coronada como Miss Grand Paraguay 2024, y eventualmente representará al país en la edición 2024.
Además, Fabiola Martínez de Villarrica fue coronada como Miss Supranacional Paraguay 2023 y se ha ganado el derecho de representar a Paraguay en Miss Supranacional 2023, que se llevó a cabo en Polonia el 14 de julio.

## Antecedentes
Tras la finalización del concurso Miss Grand Paraguay 2022 en mayo de 2022, la organizadora del concurso, MGM Producciones, anunció que aceptaría licenciatarios de departamentos responsables de realizar un concurso regional para elegir a la representante y también realizó la primera audición central el 17 de septiembre, para seleccionar a las finalistas nacionales para la edición 2023 del concurso, cada una de las finalistas calificadas a través de la audición fue asignada posteriormente para representar una de las divisiones administrativas del país.
La siguiente es una lista de los principales eventos del certamen Miss Grand Paraguay 2023.
| Locación                   | Fecha       | Evento                       | Sede                                             | Ref.  |
| -------------------------- | ----------- | ---------------------------- | ------------------------------------------------ | ----- |
| Sede preliminar: San Pedro | 28 de marzo | Desafío de Miss Deportes     | Hotel Cristal, Santa Rosa del Aguaray            | [ 6 ] |
| Sede preliminar: San Pedro | 28 de marzo | Competencia en Traje de Baño | Rancho Gregoria, Santa Rosa del Aguaray          |       |
| Sede final Asunción        | 31 de marzo | Competencia preliminar       | Centro de Eventos del Paseo La Galería, Asunción |       |
| Sede final Asunción        | 2 de abril  | Noche de coronación          | Centro de Eventos del Paseo La Galería, Asunción |       |

### Selección de candidatas
Las finalistas nacionales del concurso Miss Grand Paraguay 2023 fueron seleccionadas por los organizadores locales facultados por el comité nacional para elegir a sus candidatas regionales o elegidas directamente por el organizador nacional a través de los eventos de audición, y cada candidata calificada fue asignada posteriormente para representar a una de las divisiones administrativas del país.
| Departamento | Concurso                        | Fecha y sede                                                                    | Candidatas | Título clasificado para ronda nacional | Ref.         |
| ------------ | ------------------------------- | ------------------------------------------------------------------------------- | ---------- | -------------------------------------- | ------------ |
| Central      | Miss San Lorenzo                | 4 de agosto de 2022 en el Shopping San Lorenzo, San Lorenzo                     | 9          | Miss Grand San Lorenzo                 | [ 2 ]        |
| Central      | Miss Grand Luque                | 20 de diciembre de 2022 en el Hotel Excelsior, Asunción                         | 17         | Miss Grand Luque                       | [ 8 ]        |
| Canindeyú    | Miss Grand Canindeyú            | 25 de junio de 2022 en el Hotel Katueté, Katueté                                | 8          | Miss Grand Canindeyú                   | [ 9 ] [ 10 ] |
| Alto Paraná  | Señorita Minga Guazú            | 25 de septiembre de 2022 en el Km 16 Supermercado Minga Guazú Itaú, Minga Guazú | 5          | Miss Grand Minga Guazú                 | [ 11 ]       |
| Asunción     | Miss Grand Asunción             | 1 de noviembre de 2022 en el Hotel Excelsior, La Catedral, Asunción             | 13         | Miss Grand Asunción                    | [ 12 ]       |
| Amambay      | Miss Grand Pedro Juan Caballero |                                                                                 |            | Miss Grand Pedro Juan Caballero        |              |

## Resultados

### Miss Grand Paraguay
| Posiciones                    | Candidatas |
| ----------------------------- | --- |
| Miss Grand Paraguay 2023      | - Comunidad de paraguayos en Estados Unidos - Maelia Salcines |
| Vice Miss Grand Paraguay 2023 | - San Lorenzo - Sol Pérez |
| Primera finalista             | - Asunción - Thiara Zorrilla |
| Segunda finalista             | - Luque - Sindy Riquelme |
| Tercera finalista             | - Fernando de la Mora - Tamara Vera |
| Top 15                        | - Areguá - Tirsa Cantero - Capiatá - Laura Carmona - Central - Valeria Giagni - General Elizardo Aquino - Melina Marecos - Limpio - Chabely Zoilan - Mariano Roque Alonso - Guadalupe Pereira - Minga Guazú - Alma Garcete - Nueva Italia 1 - Abigail Gómez - Nueva Italia 2 - Sofía Ayala - Villarrica - Fabiola Martínez |

| Posición                 | Candidata               |
| ------------------------ | ----------------------- |
| Miss Grand Paraguay 2024 | - Amambay - Sharon Capó |

### Miss Supranacional Paraguay
| Posiciones                       | Candidata                                |
| -------------------------------- | ---------------------------------------- |
| Miss Supranacional Paraguay 2023 | Villarrica - Fabiola Martínez            |
| Primera finalista                | Mariano Roque Alonso - Guadalupe Pereira |
| Segunda finalista                | Central - Valeria Giagni                 |

### Título suplementario
| Posiciones                | Candidata                                |
| ------------------------- | ---------------------------------------- |
| Miss Petite Paraguay 2023 | Nueva Italia - Abigail Gómez             |
| Finalista                 | General Elizardo Aquino - Melina Marecos |

### Premios especiales
| Premio                      | Candidata                                                   |
| --------------------------- | ----------------------------------------------------------- |
| Miss Deportes               | Villarrica - Fabiola Martínez                               |
| Miss Top Model              | Canindeyú - Yanina Pereira                                  |
| Miss Redes Sociales         | Villarrica - Fabiola Martínez                               |
| Miss Fotogénica             | Areguá - Tirsa Cantero                                      |
| Miss Simpatía               | Villarrica - Fabiola Martínez                               |
| Chica Etre Belle            | Fernando de la Mora - Tamara Vera                           |
| Mejor Rostro                | Capitán Bado - Meilin Chang Franco                          |
| Mejor Silueta               | Asunción - Thiara Zorrilla                                  |
| Mejor Sonrisa               | San Lorenzo - Sol Pérez                                     |
| Mejor Video de Presentación | Villarrica - Fabiola Martínez                               |
| Mejor Vestido de Noche      | Comunidad de paraguayos en Estados Unidos - Maelia Salcines |
| Truss Hair Girl             | Amambay - Sharon Capó Nara                                  |

## Candidatas
23 candidatas compitieron por el título.
| Departamento/Distrito/Ciudad              | Candidata           | Edad | Altura         | Ref.   |
| ----------------------------------------- | ------------------- | ---- | -------------- | ------ |
| Amambay                                   | Sharon Capó Nara    | 23   | 1,73 m (5′ 8″) | [ 18 ] |
| Areguá (CE)                               | Tirsa Cantero       | 25   | 1,69 m (5′ 7″) | [ 19 ] |
| Asunción                                  | Thiara Zorrilla     | 21   | 1,71 m (5′ 7″) | [ 20 ] |
| Canindeyú                                 | Yanina Pereira      | 20   | 1,75 m (5′ 9″) | [ 21 ] |
| Capiatá (CE)                              | Laura Carmona       | 23   | 1,75 m (5′ 9″) |        |
| Capitán Bado (AM)                         | Meilin Chang Franco | 20   | 1,68 m (5′ 6″) |        |
| Ciudad del Este(AA)                       | Jazmín Castillo     | 18   | 1,65 m (5′ 5″) |        |
| Central                                   | Valeria Giagni      | 19   | 1,76 m (5′ 9″) | [ 22 ] |
| Comunidad de paraguayos en Estados Unidos | Maelia Salcines     | 28   | 1,66 m (5′ 5″) | [ 23 ] |
| Concepción                                | Luisa Villalba      | 25   | 1,73 m (5′ 8″) |        |
| Fernando de la Mora(CE)                   | Tamara Vera         | 22   | 1,72 m (5′ 8″) |        |
| General Elizardo Aquino                   | Melina Marecos      |      |                |        |
| Itauguá(CE)                               | Yesenia Quiñónez    | 22   | 1,69 m (5′ 7″) |        |
| Limpio(CE)                                | Chabely Zoilan      | 27   | 1,72 m (5′ 8″) |        |
| Luque(CE)                                 | Sindy Riquelme      | 21   | 1,70 m (5′ 7″) | [ 8 ]  |
| Mariano Roque Alonso (CE)                 | Guadalupe Pereira   | 23   | 1,71 m (5′ 7″) |        |
| Minga Guazú(AA)                           | Alma Garcete        | 25   | 1,72 m (5′ 8″) | [ 11 ] |
| Ñemby(CE)                                 | Andrea Estigarribia | 22   | 1,72 m (5′ 8″) | [ 24 ] |
| Nueva Italia(CE)                          | Abigail Gómez       | 23   | 1,62 m (5′ 4″) |        |
| Nueva Italia(CE)                          | Sofía Ayala         | 25   | 1,70 m (5′ 7″) |        |
| San Antonio(CE)                           | Shyrley Ortíz       | 25   | 1,65 m (5′ 5″) |        |
| San Lorenzo(CE)                           | María Sol Pérez     | 23   | 1,75 m (5′ 9″) | [ 2 ]  |
| San Pedro                                 | Evelin Baruja       | 25   | 1,74 m (5′ 9″) |        |
| Villarrica(GU)                            | Fabiola Martínez    | 28   | 1,64 m (5′ 5″) | [ 25 ] |